# Gmina Jasienica Rosielna
Die Gmina Jasienica Rosielna ist eine Landgemeinde im Powiat Brzozowski der Woiwodschaft Karpatenvorland in Polen. Ihr Sitz ist das gleichnamige Dorf mit etwa 2180 Einwohnern (2011).

## Geographie

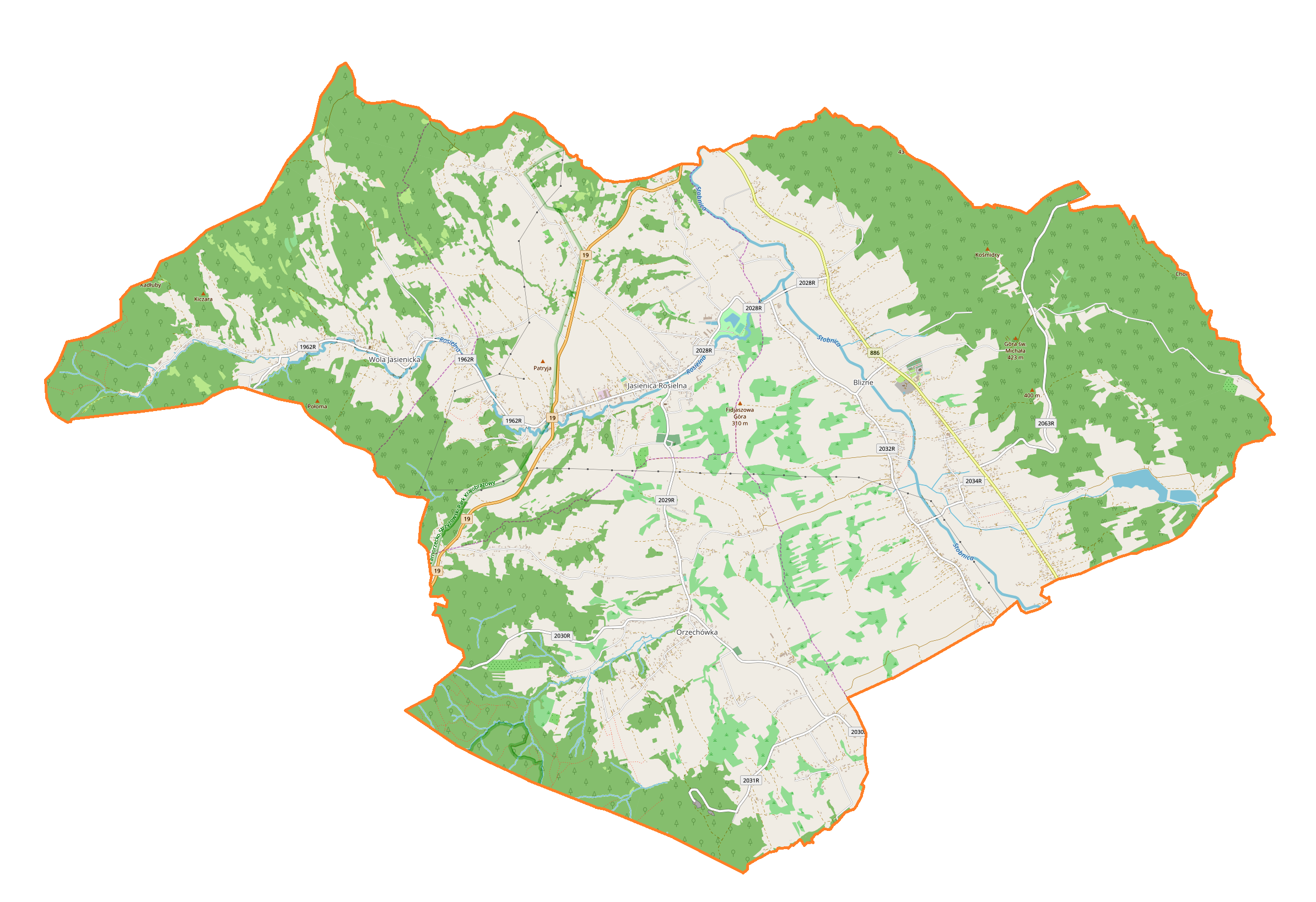
Karte der Landgemeinde

Die Gemeinde liegt in der Pogórze Dynowskie (Dynow-Gebirge).

## Geschichte
Von 1975 bis 1998 gehörte die Landgemeinde Jasienica Rosielna zur Woiwodschaft Krosno.

## Gliederung
Zur Landgemeinde (gmina wiejska) Jasienica Rosielna gehören folgende vier Dörfer mit einem Schulzenamt:
Jasienica Rosielna, Blizne, Orzechówka und Wola Jasienicka.